# August Sedláček

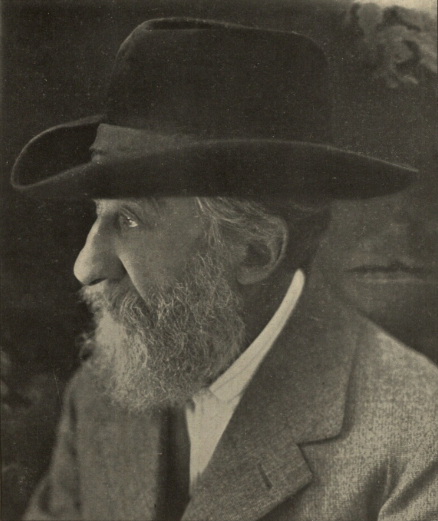
August Sedláček okolo roku 1923 (foto Jos. Skalický, Písek)

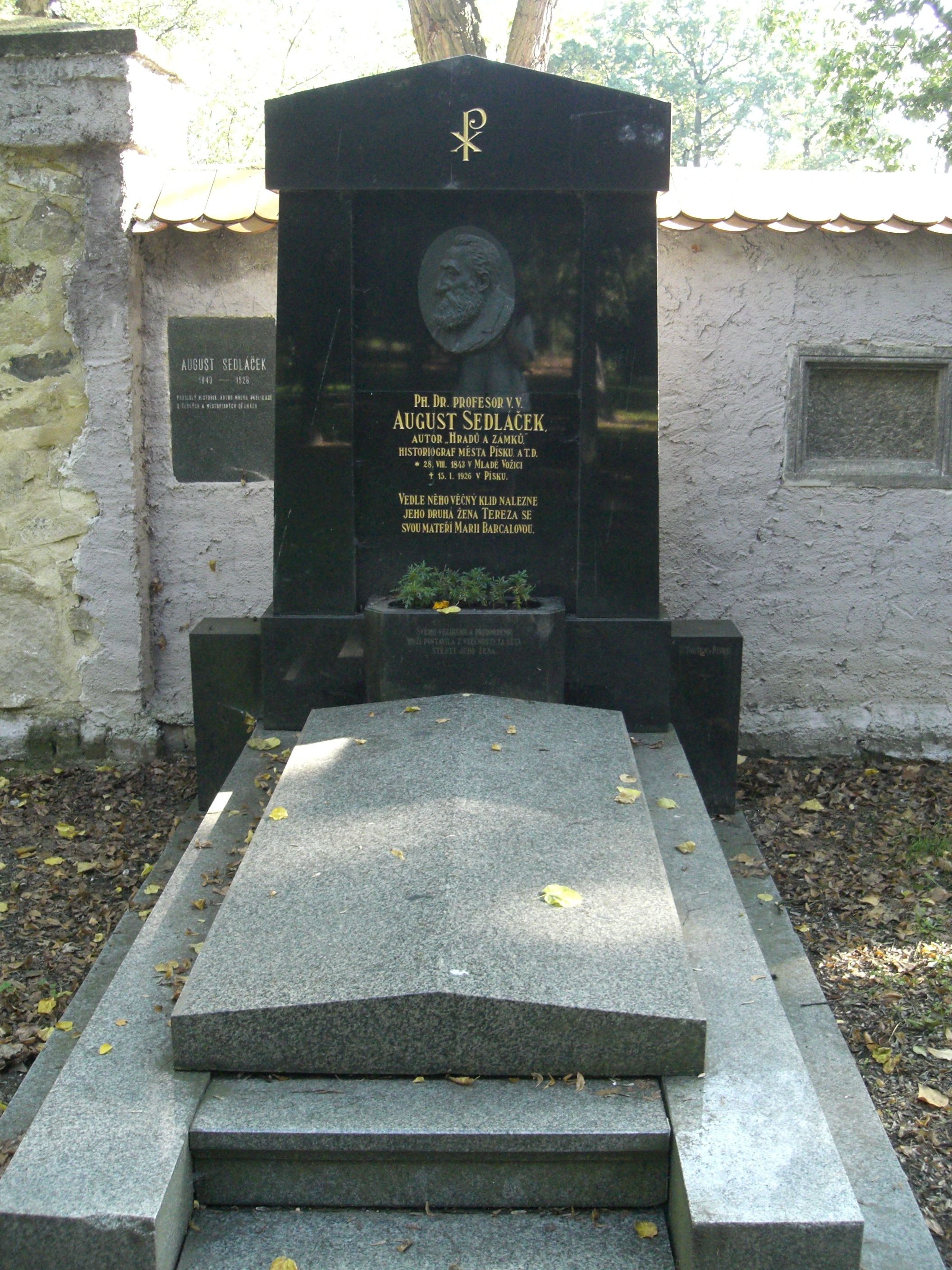
Hrob Augusta Sedláčka na bývalém hřbitově v Písku

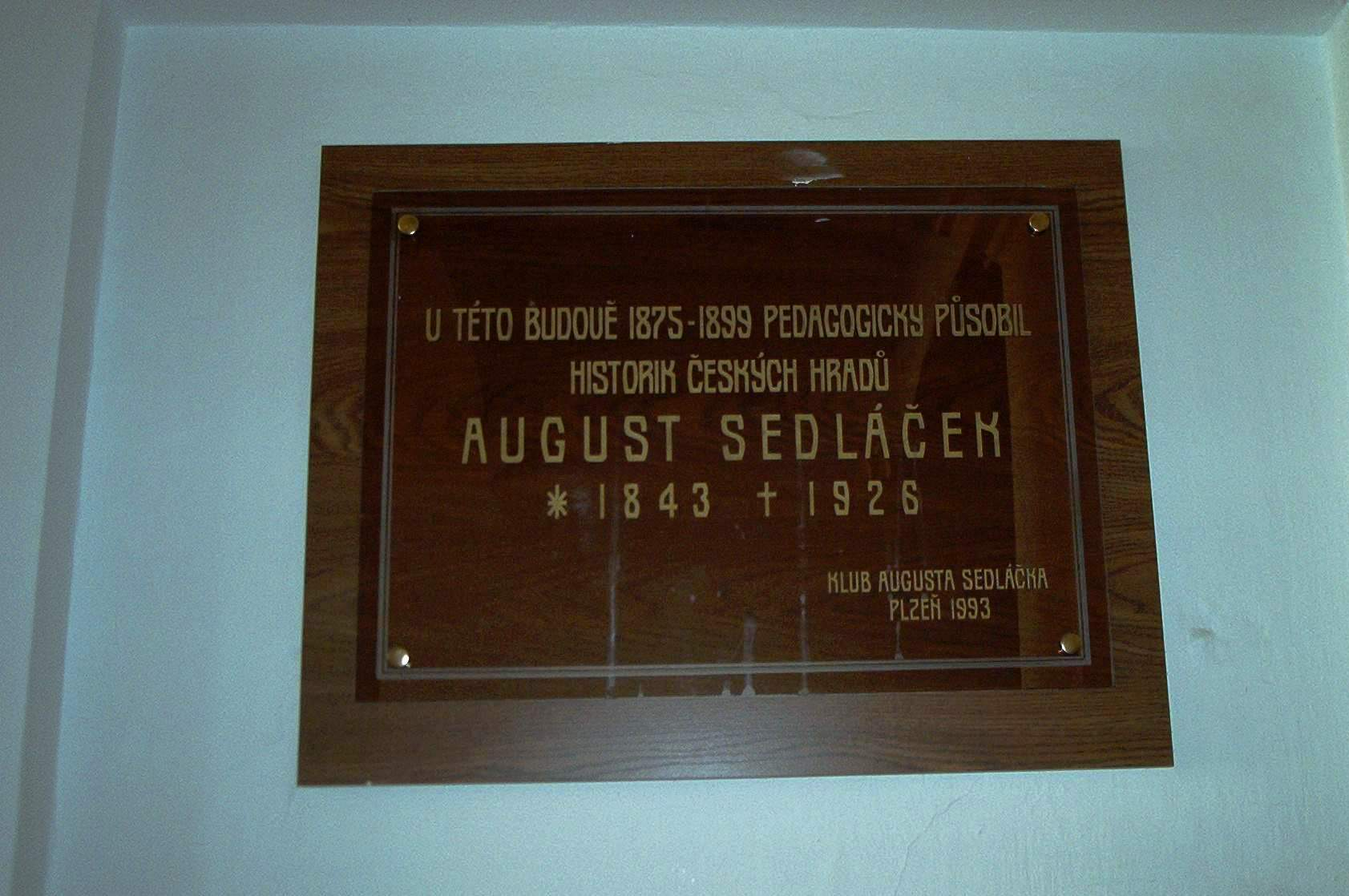
Pamětní deska prof. A. Sedláčka v budově, kde bývalo reálné gymnázium, dnes ZŠ na nám. Mikuláše z Husi, Tábor

August Sedláček (28. srpna 1843 Mladá Vožice – 15. ledna 1926 Písek) byl český učitel, historik, genealog, sfragistik a heraldik. Jeho životním dílem je série 15 knih Hrady, zámky a tvrze království Českého, vydávaná postupně od roku 1880. Poslední díl vyšel po jeho smrti v roce 1927.

## Život
Narodil se 28. srpna 1843 v Mladé Vožici, v rodině justiciára (úředníka na statku) Františka Sedláčka (1805–1896) a jeho manželky Františky, rozené Šemberové (1817–1891). Jeho sourozenci byli: Rudolf (1837–1910), František (1838–1892) a Alois (1853–1901).
V Mladé Vožici začal chodit do školy. Dne 16. června 1850 se přestěhoval s rodiči do Počátek (do čp. 12, chodil do školy v čp. 22), kam byl jeho otec přeložen jako soudce nově zřízeného okresního soudu. Poslední roky tehdejší hlavní školy absolvoval v Jindřichově Hradci. Poté začal studovat na gymnáziu v Jihlavě, odkud přestoupil na gymnázium v Písku, kde v roce 1863 maturoval.
V letech 1863–1867 studoval na Filosofické fakultě Univerzity Karlovy v Praze. Celá rodina (rodiče Augusta Sedláčka a čtyři synové) byla v Praze policejně hlášena od roku 1872. Mimo jiné navštěvoval přednášky historiků Václava Vladivoje Tomka, Antonína Gindelyho, Konstantina Höflera, archeologa Jana Erazima Vocela a klasického filologa Jana Kvíčaly. Podobně jako Zikmunda Wintera i jeho nejvíce inspiroval archivář Josef Emler. V letech 1867–1869 působil v Litomyšli jako středoškolský profesor dějepisu, zpočátku též latiny, češtiny a němčiny, poté v letech 1869–1875 v Rychnově nad Kněžnou a v letech 1875–1899 v Táboře, kde mimo jiné učil Emanuela Chalupného. V Ličně nedaleko Rychnova nad Kněžnou se v roce 1871 oženil s Ernestinou (Arnoštkou) Hlavatou. Když v 52 letech v roce 1899 zemřela, odešel do penze a přestěhoval se do Písku, kde pracoval jako městský archivář. Přijal čestnou funkci ředitele Prácheňského muzea.  Dne 26. dubna 1922 se v Písku oženil podruhé, s učitelkou Terezou Barcalovou (1883–1972), která byla téměř o 40 let mladší.
August Sedláček zemřel dne 15. ledna 1926. Byl pochován v Písku na hřbitově u Nejsvětější Trojice, který byl v 70. letech 20. století upraven na pietní park. Celé své dílo odkázal státu. Jeho pozůstalost spravuje Historický ústav Akademie věd.
Již od mládí tíhl k historické topografii a ke kastelologii. Ve svých působištích (Litomyšl,  Rychnov, Tábor) se intenzivně věnoval studiu místních dějin. Po roce 1876 se více soustředil na historii hradů a zámků. Přípravou patnáctidílného díla Hrady, zámky a tvrze království Českého strávil přes dvacet let. Z nakladatelských důvodů vycházelo po celý jeho život a vydání bylo dovršeno teprve posmrtně. Při práci v archivech shromáždil ohromné množství materiálu, jen genealogická a topografická kartotéka měla přes 400 000 lístků, řada knih zůstala načrtnuta jen v rukopisných torzech. Podnikal také studijní cesty po českých krajích i v zahraničí (Vídeň, Berlín, Drážďany, Mnichov, Královec) za účelem sběru materiálů.  Četné příspěvky k historii českých měst završila téměř tisíc pět set stránková monografie Dějiny královského krajského města Písku nad Otavou (1911–1913), která vyšla k výročí prvního desetiletí trvání Československa ve druhém vydání. K dalším zásadním dílům patří Historický slovník místopisný (1895–1908) a Českomoravská heraldika, na kterém spolupracoval s heraldikem a genealogem Martinem Kolářem.
Přestože mu byla vytýkána stylistická neobratnost, plochost podávané látky a zamlčování evropského kontextu, především Josefem Pekařem a Václavem Novotným, shromáždil k danému tématu množství informací, pro která jsou jeho práce dodnes vyhledávané. Historik Josef Pekař ocenil v nekrologu tuto Sedláčkovu důslednost slovy:
| „                                    | ...v práci Sedláčkově, ani v prvotinách jejích, nenalezneme nic z toho romantického dekoru, bez něhož se tenkrát laskání se starými hrady a středověkem neobešlo... data, data, jen data a dosáhnouti úplnosti... Budeme toho nejen my, ale i naši potomci vděčně vzpomínati, neboť z práce, kterou vykonal Sedláček, Sedláček samojediný, budou vědecky těžiti a žíti ještě celé generace. | “ |
| — Josef Pekař: Za Augustem Sedláčkem | |   |

### Citát
| „                                                 | Za sto let dají mně za pravdu, jak smýšlím, že ten slovanský kmen, kterému říkáme Čechové, sídlil v té zemi odedávna. Tak zvané stěhování národův v tom smyslu, jak se vykládá, je bajka. | “ |
| — August Sedláček, Děje Prácheňského kraje (1926) | |   |

### Ocenění
- Řád Františka Josefa: V. třída: rytíř

### Některé omyly Augusta Sedláčka
Ač je jeho přínos nesporný, široký Sedláčkův záběr od historie přes heraldiku, kastelologii až po míry a váhy byl někdy vykoupen nízkou přesností jeho vývodů. Krystalickým příkladem Sedláčkovy „geografie“ budiž jeho pokus o interpretaci Ptolemaiovy mapy Germánie, kdy – ač správně postřehl její limity a zkreslení – za Casurgis (Praha) neváhal považovat Kostelec nad Orlicí, za Eburodunum (Brno) Týnec u Břeclavi, a tak dále. Podobně i Sedláčkova filologie někdy zcela pomíjela kontext pravděpodobnosti, jak ilustruje jeho snaha o ztotožnění dávného Canburgu nebo Wogastisburgu se zcela marginálními lokalitami. Jak bývalo mezi tehdejšími českými historiky obvyklé, i Sedláček byl zavilý „čechocentrista“, kladoucí původ všech a všeho na doslovné moderní území českých zemí. Např. podle Sedláčka (Hrady, zámky a tvrze, 3, s. 192) byl Petr z Lindy drobným zemanem jihočeského původu, zatímco podle Herberta Pexy (a skutečnosti) pocházel z Lince. Český časopis historický v roce 1940 vyzdvihuje práci Jana Bartáka (Okres Jílovský), který se „nespokojil s pouhým přejímáním (často chybných) signatur ze Sedláčkových Hradů, ale jde vždy přímo k původnímu prameni“. Konečně Dr. Adolf Ludvík Krejčík „Pořídil Rejstřík jmenný a věcný k dílu Augustina Sedláčka, Paměti a doklady o staročeských mírách a váhách (Praha, Česká akademie věd a umění, 1933), v nichž opravil nejeden Sedláčkův omyl.“

## Dílo
- Rozvržení sbírek a berní r. 1615 dle uzavření sněmu generálního nejvyššími berníky učiněné – podle rukopisu desk zemských k tisku opravil August Sedláček (1869)[17]
- Rychnov nad Kněžnou: pokus dějepisný (1871)
- Děje města Čáslavě (1874)[18]
- Jak se měnily a ustálily meze Čech a Rakous dolních (1877)
- Kl. Ptolemaia Zprávy o Čechách a zemích sousedních (1880)
- Fünfzehn Jahre landwirthschaftlich-industriellen Wirkens auf der Herrschaft Benatek (1881)[19]
- Historische Notizen über die Herrschaft Benatek (1882)[20]
- Hrady, zámky a tvrze království Českého I–XV (1882–1927)[21]
- Průvodce na Karlšteině (1884)[22]
- Karlstein (1892)[23]
- Sbírka pověstí historických lidu českého v Čechách, na Moravě a ve Slezsku (1895)[24]
- Děje Třebenic (1897)[25]
- Průvodce po památných místech okolí Táborského. III., Klokoty (1898)
- Českomoravská heraldika (1. díl začal psát Martin Kolář, dokončil Sedláček) I–II (1902–1925)[26]
- Jan Žižka z Trocnova (1906)[27]
- Českomoravská heraldika – část zvláštní
- Místopisný slovník historický království Českého (1909)[28]
- Dějiny královského krajského města Písku nad Otavou I–III (1911–1913)[28][29][30]
- Byl-li Hus na Kozím u Tábora: odpověď panu faráři Leflerovi (1913?)[31]
- Zbytky register králů římských a českých z let 1361–1480 (1914)[32]
- Pýcha urozenosti a vývody u starých Čechův a Moravanů (1914)[33]
- Snůška starých jmen, jak se nazývaly v Čechách řeky, potoky, hory a lesy (1920)[34]
- Z dějin Vitorazska: jak se tvořily a měnily meze Čech a Rakous Dolních (1920)[35]
- O starém rozdělení Čech na kraje (1921)

- Sbírka pověstí historických lidu českého v Čechách, na Moravě i ve Slezsku 1922)[36]

- Paměti a doklady o staročeských mírách a váhách (1923)[37]
- Děje prácheňského kraje (1926)
- Paměti z mého života (1924)[38]
- Průvodce po Husinci a okolí – část dějepisnou napsal August Sedláček, část místopisnou napsal Josef Veselý (1826)
- Atlasy erbů a pečetí české a moravské středověké šlechty 1–5 (2001–2003)

Spolupracoval při tvorbě hesel v Ottově slovníku naučném a v Českém slovníku naučném. Používal zkratku „sčk“.